# Бизнес-парк

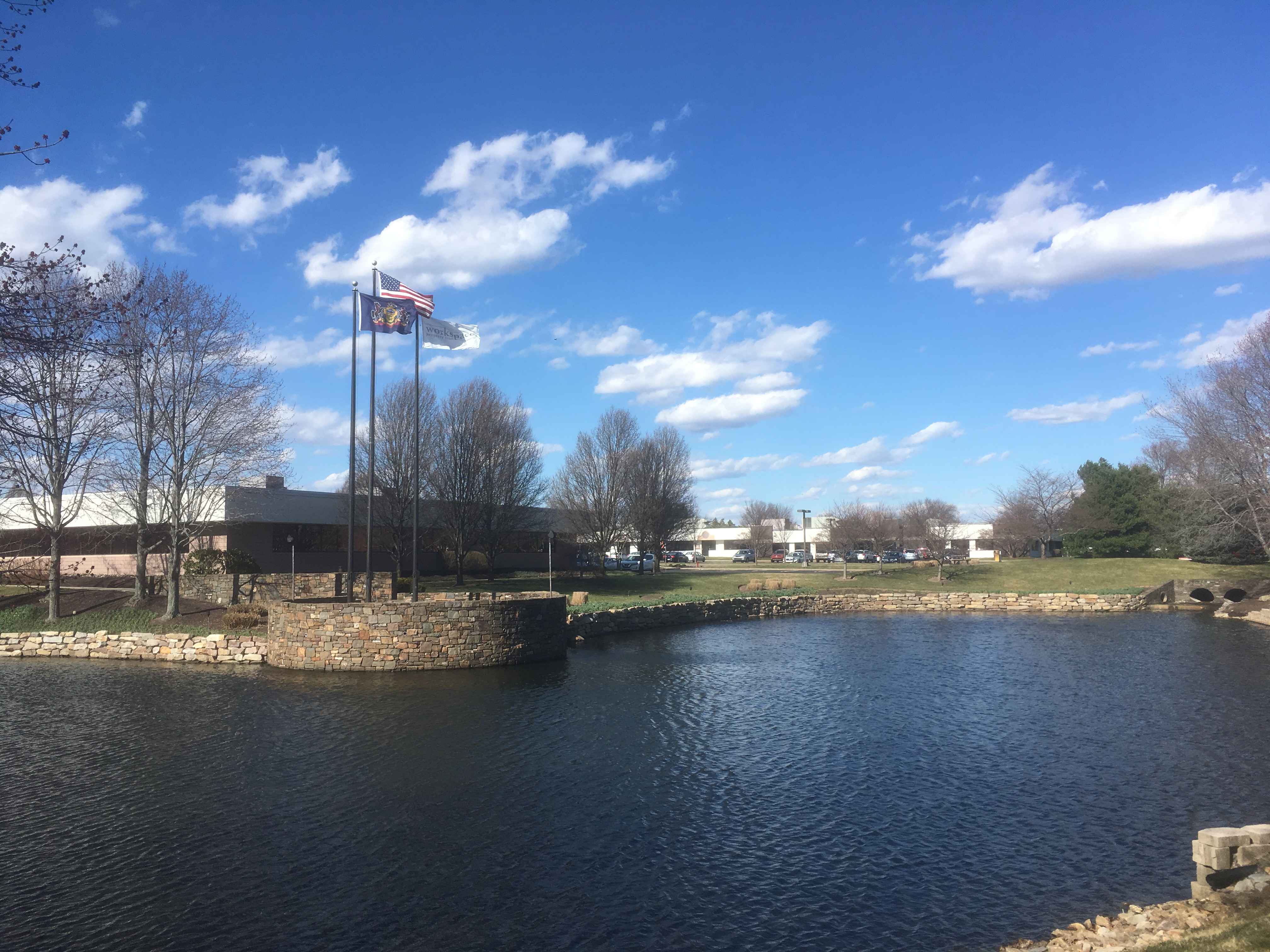
Бизнес-парк Пенсильвания Бизнес Кэмпус в округе Монтгомери, Пенсильвания

Бизнес-парк — один из форматов коммерческой недвижимости.
Бизнес-парки основной своей целью имеют создать максимально комфортные условия труда для сотрудников. Это означает:
- несколько строений, объединенных общей концепцией и общей территорией, иногда может быть и одно здание
- невысокая этажность зданий
- наличие просторной парковки
- наличие необходимой инфраструктуры (кафе, рестораны, общепиты, отделения банков, аптеки, магазины, спортзалы, салоны красоты, турагентства, гостиницы; иногда — детский сад и школа рядом)
- большая территория
- удобная транспортная развязка
- расположение на окраине города либо за его пределами.

Цена аренды в бизнес-парках, как правило, ниже, чем в офисных зданиях в центрах городов. Преимуществом для работников арендаторов бизнес-парков (если они предпочитают добираться на работу на своих автомобилях) является обширная парковка. Так как большинство автомобилистов по утрам едет с окраин в центр города и в обратном направлении вечером, работники арендаторов бизнес-парков могут избегать пробок.
Такой формат коммерческой недвижимости пользуется большей популярностью в США и Западной Европе. В последнее время бизнес-парки стали появляться и на территории России и Украины. Но российские и украинские компании не спешат переезжать за город или на его окраины, так как это рассматривается как признак недостаточной респектабельности компании. 
Крупные бизнес-парки обычно интегрированы в состав комплексных проектов, подразумевающих многофункциональную застройку, включающую, например, группы дневного пребывания детей, спортивный комплекс, поликлинику, а также иногда склады и производственные здания. 
Бизнес-парки можно разделить по назначению: логистический бизнес-парк включает складские здания, железнодорожные пути, небольшое количество офисов и, возможно, помещения для перегруппировки или упаковки грузов; в технопарке находятся офисные помещения для небольших инновационных предприятий; в индустриальных парках расположены промышленные предприятия.